# Falling into Infinity
Falling into Infinity četvrti je studijski album progresivnog metal sastava Dream Theater. Album je sniman od 2. lipnja do 30. srpnja 1997. godine, a izdan je 23. rujna iste godine. To je ujedno i prvi i posljednji album koji su snimili s klavijaturistom Derekom Sherinianom. Falling into Infinity puno je žeščeg zvuka za razliku od prva dva albuma (When Dream and Day Unite, Images and Words), ali je njegov zvuk prilagođen mainstream publici dočekan s mnogo negativnih kritika. Iako je Falling into Infinity četvrti najprodavaniji album sastava, bio je komercijalno razočaranje, te su i sami članovi sastava nakon neuspjeha htjeli u potpunosti prekinuti rad Dream Theatera. 
Falling into Infinity je u početku bio planiran kao 140-minutno dvostruko izdanje, ali je na nagovor izdavača smanjen na trajanje od 78 minuta. Uz pritisak izdavača članovi su bili prisiljeni stvoriti album s manje kompleksnim skladbama i puno manjim utjecajem progresivne glazbe. Iako je sastav zadržao progresivni štih, pjesme poput "You Not Me" i "Hollow Years" nagovještale su novi i moderniji zvuk Dream Theatera.

## Komercijalni uspjeh
Album je u SAD-u prodan u više od 160,000 primjeraka, te je na ljestvici Billboard 200 dosegao 52# u godini izdavanja. Singlovi "Burning My Soul" i "You Not Me" našle su se na 33. i 40. mjestu ljestvice singlova Billboard Mainstream Rock Singles.

## Popis pjesama
| Br. | Skladba                                                                            | Tekstopisac                  | Skladatelj    | Trajanje |
| --- | ---------------------------------------------------------------------------------- | ---------------------------- | ------------- | -------- |
| 1.  | »New Millennium«                                                                   | Mike Portnoy                 | Dream Theater | 8:20     |
| 2.  | »You Not Me«                                                                       | John Petrucci, Desmond Child | Dream Theater | 4:58     |
| 3.  | »Peruvian Skies«                                                                   | Petrucci                     | Dream Theater | 6:43     |
| 4.  | »Hollow Years«                                                                     | Petrucci                     | Dream Theater | 5:53     |
| 5.  | »Burning My Soul«                                                                  | Portnoy                      | Dream Theater | 5:29     |
| 6.  | »Hell's Kitchen«                                                                   | (instrumental)               | Dream Theater | 4:16     |
| 7.  | »Lines in the Sand«                                                                | Petrucci                     | Dream Theater | 12:05    |
| 8.  | »Take Away My Pain«                                                                | Petrucci                     | Dream Theater | 6:03     |
| 9.  | »Just Let Me Breathe«                                                              | Portnoy                      | Dream Theater | 5:28     |
| 10. | »Anna Lee«                                                                         | James LaBrie                 | Dream Theater | 5:51     |
| 11. | »Trial of Tears" - I. "It's Raining" - II. "Deep in Heaven" - III. "The Wasteland« | John Myung                   | Dream Theater | 13:07    |

## Izvođači

### Dream Theater
- James LaBrie – vokali
- John Petrucci – gitara
- John Myung – bas-gitara
- Mike Portnoy – bubnjevi
- Derek Sherinian – klavijature

### Dodatni izvođači
Doug Pinnick – prateći vokali u pjesmi "Lines in the Sand"

## Vanjske poveznice
Službene stranice sastava Dream Theater - album Falling into Infinity  Arhivirana inačica izvorne stranice od 23. svibnja 2009. (Wayback Machine)